# Discipline (King Crimson-album)
Discipline er et album med gruppen King Crimson, udgivet i 1981. Det var gruppens første album efter en pause på syv år. Af gruppens tidligere medlemmer var der kun grundlæggeren Robert Fripp og den senere tilkomne Bill Bruford tilbage. For at runde kvartetten af fik Fripp fat i Adrian Belew (guitar, sang), som havde spillet sammen med Frank Zappa og David Bowie, og Tony Levin (bas, Chapman Stick), der havde spillet sammen med Peter Gabriel. Resultatet blev et album med en mere up-to-date 80'er new wave og prætechno sound blandet med den mere mørke og heavy sound fra 70'erne.

## Sangene
"Matte Kudasai" (待って下さい) er japansk og betyder "Vent venligst". På den oprindelige udgave af Discipline var der kun én version af "Matte Kudasai" med en guitarsekvens af Robert Fripp, som blev fjernet fra de senere udgivelser af albummet. Den seneste udgave af albummet indeholder begge versioner – nummer 3, "Matte Kudasai" uden Robert Fripps oprindelige guitarsekvens, og nummer 8, "Matte Kudasai (alternative version)" med guitarsekvensen.
Teksten på "Indiscipline" er baseret på et brev til Adrian Belew fra hans daværende kone, Margaret. Brevet omhandlede en skulptur, hun havde lavet.
"Thela Hun Ginjeet" er et anagram for "heat in the jungle". Da det i begyndelsen blev spillet live, var en del af teksten baseret på en skjult båndoptagelse, som Fripp havde lavet af sine naboer i New York, USA,, som havde et ondskabsfuldt skænderi. (Optagelsen kan høres på nummeret "NY3" på Fripps soloalbum Exposure.) Mens gruppen var ved at optage "Thela Hun Ginjeet" til albummet, gik Adrian Belew rundt i kvarteret Notting Hill Gate i London, Storbritannien, med en båndoptager på jagt efter inspiration. Han blev truet af en bande bøller og senere af politiet. Da han kom tilbage til pladestudiet, fortalte han chokeret de andre om, hvad der lige var hændt ham. Dette blev uden Belews vidende optaget af Fripp og kan høres på Discipline i stedet for den tidligere tekst baseret på Fripps optagelser fra New York.
"The Sheltering Sky" har navn efter og er delvis inspireret af romanen af samme navn fra 1949 af Paul Bowles. Bowles forbindes ofte med beat-generationen, der skulle blive inspirationen til King Crimsons efterfølgende album, Beat. Instrumentalnummeret på dette album, "Sartori in Tangier" er også delvist inspireret af Paul Bowles.